# 黄杨叶野丁香
黄杨叶野丁香（学名：[Leptodermis buxifolia] 错误：{{Lang}}：文本有斜体标记（帮助））为茜草科野丁香属下的一个种。

## 扩展阅读
- 維基物種上的相關：黄杨叶野丁香